# Bryum reflexifolium
Bryum reflexifolium là một loài Rêu trong họ Bryaceae. Loài này được (Ochi) Ochi mô tả khoa học đầu tiên năm 1975.